# Лакхнауский университет
Лакхнауский университет (англ. University of Lucknow) — государственный университет в городе Лакхнау, Уттар-Прадеш, Индия. Создан в 1921 году на базе Каннинг-колледжа (англ. Canning College), основанного в 1867 году. Входит в Ассоциацию индийских университетов. В университете обучается более 100 000 студентов. Он включает более 100 колледжей и является одним из крупнейших вузов Индии. Пост ректора занимает действующий губернатор Уттар-Прадеш.

## Известные выпускники и преподаватели
- Кайлаш Ваджпейи
- Шанкар Даял Шарма
- Хасан, Сайид Нурул